# Aatos Alanen
Aatos Volmar Alanen, född 24 juli 1894 i Kumo, död 2 mars 1974 i Helsingfors, var en finländsk jurist. 
Alanen, som var son till kontraktsprosten Yrjö Alanen och Helmi Karsten, avlade rättsexamen 1917, blev juris kandidat 1919, juris utriusque licentiat och juris utriusque doktor 1926. Han tjänstgjorde vid justitieministeriet 1920, 1921 och 1927, studerade i Tyskland 1921–1923, blev docent i straffrätt 1927, fiskal i Viborgs hovrätt 1928, advokatfiskal 1930, assessor 1931, hovrättsråd 1936, adjunkt i straff- och processrätt vid Helsingfors universitet 1937 samt var professor i allmän rättslära och romersk privaträtt 1940–1958, i allmän rättslära och internationell privaträtt 1959–1963. 
Alanen var ledamot av kyrkomötet 1934, 1938, 1941 och 1942 samt i kyrkolagskommittén 1938–1947. Han skrev bland annat Hätävarjelus yksityisen käyttämänä oikeussuojakeinona (1925), Lex Aquiliaan perustuva vahingonkorvaus roomalaisen yksityisoikeuden mukaan (1939), Yleinen oikeustiede ja kansainvälinen yksityisoikeus (1965) och artiklar i tidskrifter. Han invaldes som ledamot av Finska Vetenskapsakademien 1952.